# Leandro Guilheiro
Leandro Marques Guilheiro (Suzano, 7 de Agosto de 1983) é um judoca brasileiro.
Nasceu em Suzano mas foi radicado em Santos, onde vive até hoje. Conquistou a medalha de bronze nos Jogos Olímpicos de Atenas em 2004, quando era atleta pelo São Paulo FC. Foi medalha de prata no Pan do Rio de Janeiro em 2007. Nos Jogos de Pequim em 2008 ele conquistou sua segunda medalha olímpica de bronze.
Em 2010, Guilheiro ganhou a prata no Mundial de Tóquio, em outra categoria, a até 81 kg. Em 2012 foi campeão Pan-Americano de judô.